# Krzysztof Stec
Krzysztof Stec (ur. 27 stycznia 1948 w Lublinie, zm. 7 listopada 2019 tamże) – polski kolarz szosowy i przełajowy, mistrz Polski w przełajach i drużynowym wyścigu szosowym, reprezentant Polski.

## Kariera sportowa
Był zawodnikiem Spójni Lublin i Legii Warszawa. W 1967 został przełajowym mistrzem Polski, w 1968 wywalczył w przełajach wicemistrzostwo Polski. Dwukrotnie zdobywał mistrzostwo Polski w szosowym wyścigu drużynowym (1968, 1969 – w obu startach z Legią – jego trenerem był wówczas Andrzej Trochanowski). W 1968 wywalczył też brązowy medal torowych mistrzostw Polski w indywidualnym wyścigu na 4000 m na dochodzenie.
Trzykrotnie reprezentował Polskę na mistrzostwach świata. W 1967 startował w indywidualnym wyścigu szosowym, z którego jednak wycofał się w trakcie zawodów. W 1969 zajął czwarte, a w 1970 szóste miejsce w szosowym wyścigu drużynowym. Trzykrotnie wystąpił w Wyścigu Pokoju (1969 – 14 m., 1970 – 32 m. i wygrany etap, 1971 – 44 m.). W 1969 wygrał jeden z etapów Tour de Pologne, a w jego klasyfikacji końcowej zajął 6. miejsce.
Był rezerwowym polskiej drużyny w wyścigu na 100 km na Igrzyskach w Monachium (1972).
W 1970 został wybrany najlepszym sportowcem Lubelszczyzny w Plebiscycie „Kuriera Lubelskiego”.